# Juan Pablo García (futbolista)
Juan Pablo García Contreras (Guadalajara, Jalisco, México, 24 de noviembre de 1981) es un exfutbolista y entrenador mexicano. 
Jugaba como centrocampista. Debutó en la Primera División de México con los Rojinegros del Atlas y su último equipo fue Mérida FC, de la Liga de Ascenso de México.

## Trayectoria

### Futbolista
Juan Pablo García, se formó como futbolista en las escuelas inferiores de los Rojinegros del Atlas. 
Con los Rojinegros, debutó en la Primera División de México el 12 de abril de 2000, enfrentando a los Tuzos del Pachuca en el Estadio Jalisco, en partido correspondiente a la Jornada 12 del Verano 2000; Atlas ganó 3-1 y el "Loquito" disputó 70 minutos del encuentro.
Comenzó a tener regularidad hasta en la Temporada 2002-2003, teniendo como entrenador al "Sheriff" Fernando Quirarte.
Tras tener problemas con el presidente salió de la institución al concluir el Clausura 2005, para emigrar a Chivas USA de la MLS.
Fue fichado por los Tigres de la UANL de cara al Clausura 2006.
Fue cedido a préstamo a Jaguares de Chiapas en el 2008. En diciembre del 2008 reportaría de nueva cuenta con los Tigres.
Jugó la Temporada 2010-2011 con los "Tiburones Rojos" del Veracruz en la Liga de Ascenso de México.
Durante el Clausura 2012 retornó al Máximo Circuito tras firmar con el Club Puebla.
En el Apertura 2012 fue contratado por Mérida FC.

## Clubes

### Futbolista
| Club                | País           | Año           |
| ------------------- | -------------- | ------------- |
| Atlas               | México         | 1998-2005     |
| Chivas USA          | Estados Unidos | 2005-2006     |
| Tigres              | México         | 2007          |
| Jaguares de Chiapas | México         | 2008          |
| Tigres              | México         | 2009-2010     |
| Veracruz            | México         | 2010-2011     |
| Club Puebla         | México         | Clausura 2012 |
| Mérida FC           | México         | 2012-2014     |

### Partidos y goles
| Competencia                | Partidos | Goles |
| -------------------------- | -------- | ----- |
| Primera División de México | 169      | 30    |
| Liga de Ascenso de México  | 41       | 4     |
| MLS                        | 40       | 9     |
| Copa México                | 7        | 0     |
| SuperLiga                  | 3        | 1     |
| Copa Libertadores 2000     | 2        | 0     |
| InterLiga                  | 2        | 0     |
| Total                      | 264      | 44    |

## Selección nacional

### Sub-23
Formó parte de la Selección Sub-23 que conquistó el Preolímpico de Concacaf de 2004 en el Estadio Jalisco y obtuvo el boleto a los Juegos Olímpicos de Atenas 2004. 
En Atenas, participó en los tres encuentros de fase de grupos, pero sumó únicamente 35 minutos.
| Certamen     | Sede   | Resultado      | Partidos | Goles |
| ------------ | ------ | -------------- | -------- | ----- |
| JJ. OO. 2004 | Atenas | Fase de grupos | 3        | 0     |

### Absoluta
En el verano del 2005, el conjunto Tricolor debía encarar la Copa Confederaciones 2005 y la Copa de Oro de la CONCACAF 2005, ante esta situación, Ricardo La Volpe realizó dos convocatorias y Juan Pablo García integró el plantel que disputó la Copa Oro en Estados Unidos. 
Debutó el 10 de julio del 2005, ante Guatemala en Los Angeles Memorial Coliseum, en California; el encuentro finalizó 4-0 y el "Loquito" ingresó al minuto 67 por Alberto Medina. 
| Certamen                        | Sede           | Resultado      | Partidos | Goles |
| ------------------------------- | -------------- | -------------- | -------- | ----- |
| Copa de Oro de la CONCACAF 2005 | Estados Unidos | 4tos. de final | 1        | 0     |

## Palmarés

### Futbolista

#### Campeonato internacional
| Título                          | Club                      | Sede   | Año  |
| ------------------------------- | ------------------------- | ------ | ---- |
| Preolímpico de Concacaf de 2004 | Selección Mexicana Sub-23 | México | 2004 |

#### Otro
| Título         | Club   | Sede           | Año  |
| -------------- | ------ | -------------- | ---- |
| SuperLiga 2009 | Tigres | Estados Unidos | 2009 |